# 韋利奇基夫卡 (梅納區)
51°34′1″N 32°13′46″E / 51.56694°N 32.22944°E
韋利奇基夫卡（烏克蘭語：Величківка），是烏克蘭北部的村莊，隸屬切爾尼希夫州的科留基夫卡區。該村始建於1660年，面積1.58平方公里，海拔高度127米，2001年人口787人，人口密度每平方公里498.1人。